# Repräsentantenhaus von Idaho
Das Repräsentantenhaus von Idaho (Idaho House of Representatives) ist das Unterhaus der Idaho Legislature, der Legislative des US-Bundesstaates Idaho.
Die Parlamentskammer setzt sich aus 70 Abgeordneten zusammen, wobei jeweils zwei Abgeordnete einen Wahldistrikt repräsentieren. Die Abgeordneten werden jeweils für zweijährige Amtszeiten gewählt. Der Sitzungssaal des Repräsentantenhauses befindet sich gemeinsam mit dem Staatssenat im Idaho State Capitol in der Hauptstadt Boise.

## Struktur der Kammer
Vorsitzender des Repräsentantenhauses ist der Sprecher (englisch Speaker), der zunächst von der Mehrheitsfraktion der Kammer gewählt wird, ehe die Bestätigung durch das gesamte Parlament folgt. Er ist auch für den Ablauf der Gesetzgebung verantwortlich und überwacht die Abstellungen in die verschiedenen Ausschüsse. Speaker ist seit 2022 der Republikaner Mike Moyle (Stand: Juli 2024).
Weitere wichtige Amtsinhaber sind der Mehrheitsführer (Majority leader) und der Oppositionsführer (Minority leader), die von den jeweiligen Fraktionen gewählt werden. Majority leader der Republikaner ist Jason Monks, Minority leader der Demokraten ist Ilana Rubel (Stand: Juli 2024).

## Zusammensetzung nach der Wahl im Jahr 2022
| Partei | Partei                 | Abgeordnete |
| ------ | ---------------------- | ----------- |
|        | Republikanische Partei | 59          |
|        | Demokratische Partei   | 11          |
| Summe  | Summe                  | 70          |